# Telesna zgradba
Telesna zgradba, telesni ustroj ali konstitucija (redko habitus) je skupek dednih, prirojenih in pridobljenih telesnih značilnosti, predvsem morfoloških in funkcionalnih (oblika in razvitost kosti in mišic). V širšem smislu je izraz sopomenski pojmu postava (tudi rast -i, pog. figura), ki ob dednosti upošteva tudi dejavnik okolja in samouresničitve, nasprotno pa v ožjem  smislu označuje le dedno nagnjenost k dani obliki telesa, ki jo posameznik razvije brez redne vadbe in načrtovane prehrane. Posamezen tip telesne zgradbe se imenuje somatotip (telesni tip).
V preteklosti so teoretiki umske sposobnosti in druge psihične značilnosti obravnavali kot neločljivo povezane s telesnimi in zato predvidljive in razpoznavne iz telesne zgradbe - to mnenje je danes preseženo. Tudi začetni teoretik telesne zgradbe Ernst Kretschmer je v svojih kasnejših delih obravnaval predvsem obliko telesa, neodvisno od značajskih lastnosti in umskih sposobnosti, ter zato uvedel nova termina leptosom in evrisom. Ločeno obravnavo telesa od duševnosti je utrdil Eugen Bleuler, ki je opredelil tri razpoloženjske tipe: sintonijskega kot uravnovešenega brez razpoloženjskih nihanj ter nasilniških nagnjenj ter njegova odklona ciklotimijskega in shizotimijskega. Kljub temu je tipologija Williama H. Sheldona še celostna telesno-psihološka: ektomorfa je opredelil kot visokega, šibkega, nemirnega, intelektualnega, mezomorfa kot postavnega, močnega, hrupnega, hrabrega ter endomorfa kot nižjega, okroglega, prijaznega in sproščenega. Leta 1959 je Božo Škerlj pri opisu telesne zgradbe uvedel konstitucijske vektorje, s katerimi je opisal izrazitost določene lastnosti (glede na osnovno telesno obliko oz. gradnjo leptosomski/ozkotelesni : evrisomski/širokotelesni; glede na težo oz. rejenost hipoplastični : normoplastični : hiperplastični; glede na razporeditev mehkih tkiv superiorni, inferiorni, trupni in ekstremitetni vektor).
Obstajajo trije osnovni tipi telesne zgradbe ter več sopomenskih poimenovanj za ustrezajoče osebe:
| Tip       | Teoretik                  | Teoretik       | Teoretik | Teoretik            | Značilnosti                                                | Ponazarjalni lik            |
| Tip       | Kretschmer                | Kretschmer     | Sheldon  | Heath-Carter        | Značilnosti                                                | Ponazarjalni lik            |
| --------- | ------------------------- | -------------- | -------- | ------------------- | ---------------------------------------------------------- | --------------------------- |
| Tip       | telesno-psihološka oznaka | telesna oznaka | Sheldon  | Heath-Carter        | Značilnosti                                                | Ponazarjalni lik            |
| Vitki     | astenik                   | leptosom       | ektomorf | ektomorfija (1-1-7) | rast v višino, vitkost, nežnost, dolgi udi                 | pravokotnik                 |
| Mišičasti | atlet                     | /              | mezomorf | mezomorfija (1-7-1) | izrazita omišičenost, robustnost, okretnost                | (obrnjeni) trikotnik/trapez |
| Čokati    | piknik                    | evrisom        | endomorf | endomorfija (7-1-1) | rast v širino, okroglost, kratki udi                       | kvadrat                     |
| Skupni    | diplastik                 | /              | /        | /                   | neizrazitost, zastopane lastnosti več glavnih tipov hkrati | /                           |

## Heath-Carterjeve formula
Od leta 1990 pri opisu telesne zgradbe prevladuje opredelitev po Barbari Heath in Lindsay Carter. Ta metodologija nadgrajuje Sheldonovo tipologijo za podroben opis telesne zgradbe. Vključuje naslednje telesne meritve: masa (kg), višina (cm), obseg nadlahti (cm), obseg meč (cm), širina stegen (cm), širina nadlahti (cm), kožna guba (mm) nadlahti (triceps), ramen, lopatic in meč ter še nekatere druge pomožne meritve, npr. obseg trebuha, bokov, glave ... Rob Rempel je dejal: "S Parnellovo nadgradnjo v petdesetih ter Heathove in Carterjeve sredi šestdesetih je tipologija somatotipov ostala najboljši način za enovito oznako oblikovanosti telesa."